# Elard Melgar Valdez
Elard Galo Melgar Valdez (Arequipa, 15 de octubre de 1956) es un político peruano, elegido Congresista de la República del Perú para el periodo 2011-2016, dentro de las filas de Fuerza 2011 representando al departamento de Lima. En 2016 volvió a ser elegido congresista por dicha región para el periodo 2016-2021 por el partido Fuerza Popular.

## Biografía
Nació el 15 de octubre de 1956, en el Distrito de Aplao, provincia de Castilla, departamento de Arequipa. Es bachiller en Derecho y Ciencias Políticas por la Universidad Inca Garcilaso de la Vega. En el 2011 fue elegido Congresista de la República del Perú para el para el periodo 2011-2016, dentro de las filas de Fuerza 2011 representando al departamento de Lima. Fue el primer congresista electo de su región, puesto que el distrito de Lima Provincias se creó como distrito electoral por medio de la reforma de la Ley orgánica de Elecciones, Ley N.º 26859, en el año 2009.
En 2016 postuló a las elecciones generales de Perú de 2016 para su reelección como Congresista de la República, con el partido político Fuerza Popular quedando en el primer lugar con el 32.17 % de votos válidos (34.022 votos en total). Su mandato fue interrumpido el 30 de septiembre de 2019 tras la disolución del congreso realizada por el presidente Martín Vizcarra.